# Estàtua de Mentuhotep II com a Osiris
L'Estàtua de Mentuhotep II com a Osiris és una escultura en gres de l'antic faraó egipci Mentuhotep II (2061 - 2010 abans de la nostra era), de la Dinastia XI, que va reunificar Egipte després de la disgregació del Primer Període Intermedi i n'inaugurà l'Imperi Mitjà (circa 2022 ae).

## Descripció
L'estàtua es troba intacta. Mentuhotep II s'hi representa assegut en el tron, amb l'aparença del déu Osiris (amb qui el rei difunt se solia identificar ja en inscripcions funeràries de l'Imperi Antic); la pell n'és ritualment negra, el color del llim fertilitzant del Nil i, per tant, símbol de renaixement. Duu el mantell blanc de la festa Heb Sed, amb què el país celebrava un rejoveniment ritual del sobirà en aconseguir el 30é any de regnat. Porta la corona vermella (deshret) del Baix Egipte i, en el mentó, la barba falsa. Els braços plegats damunt el pit, amb les mans tancades per a sostenir el ceptre i el fuet, ara perduts, són un altre element típic de la representació momiforme d'Osiris.
Malgrat la seua fama i el valor històric i artístic, la peça es considera obra d'un artista inexpert quant a les proporcions de les estàtues reials sedents: si bé en l'època les cames se solien representar més grans, en l'escultura de Mentuhotep són molt massives, amb peus exageradament grossos. A això s'afig la cara de trets robustos, la boca pesada i el nas ample, signes d'un art provincial més tosc.(5)

## Història

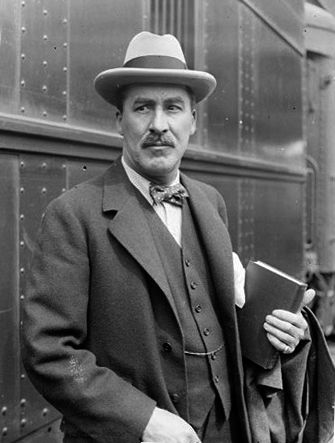
El descobridor, Howard Carter, el 1924

L'estàtua va ser soterrada, embolicada en una peça de lli, sota la terrassa del temple funerari de Mentuhotep II, a l'amfiteatre rocós de Deir el-Bahari durant una cerimònia especial, la naturalesa de la qual continua sent fosca per als egiptòlegs. Es va trobar, en aquesta "tomba osiríaca", un cenotafi en què el déu era simbòlicament inhumat en efígie. Mentuhotep va fer construir la seua tomba a la riba occidental de Tebes, en una zona inusual i on més tard la reina Hatxepsut erigirà també el seu famós Temple del milió d'anys. El monument funerari destaca com a testimoni de la transició dels temples piramidals del Regne Antic d'Egipte als temples de l'Imperi Nou. Un corredor de 150 m de llarg eixia des de la sala amb voltes posterior fins a la cambra funerària reial excavada en el massís rocós. La van descobrir accidentalment al novembre del 1898, quan el cavall de l'arqueòleg Howard Carter, recorrent el paviment de l'antiga terrassa que colgava la que podria considerar-se la segona tomba del rei, clavillà el terra i hi ficà una pota. El clot obert farà que l'indret s'anomenàs de llavors ençà Porta del Cavall, i va revelar una cambra intacta, amb l'estàtua de Mentuhotep II embolicada en lli, un sarcòfag buit, vaixella i maquetes de barques de fusta.(6) Com va escriure Zahi Hawass:
| «             | Esperant una troballa grandiosa, tal vegada un a tomba reial, perquè l'entorn estava indubtablement relacionat amb el temple mortuori de Nebhepetra Mentuhotep, Carter organitzà l'obertura de la cambra amb gran pompa, invitant-hi importants dignataris. El resultat en fou decebedor per a l'època (molts arqueòlegs moderns classificarien el descobriment com un dels més grans). | » |
| — Zahi Hawass | |   |

Des de llavors està conservada en el Museu Egipci del Caire (inventari JE 36195).

## Galeria d'imatges

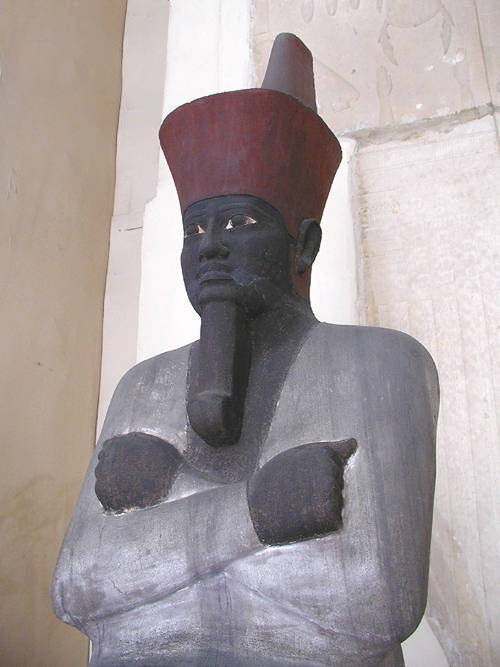
Detall del bust
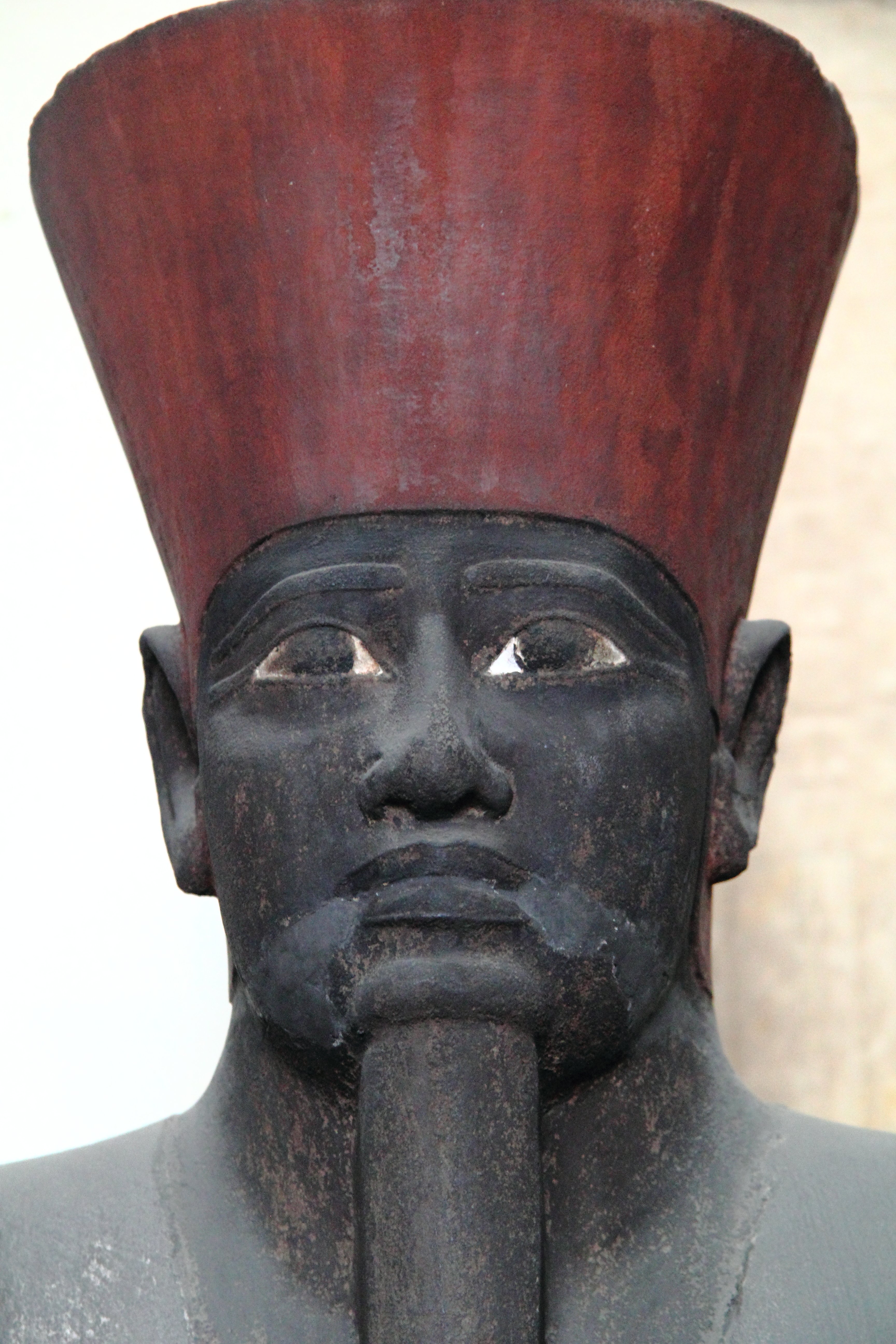
Detall del rostre